# Pitfall: The Mayan Adventure
Pitfall: The Mayan Adventure est un jeu vidéo de plate-forme sorti en 1994 sur Super Nintendo et Mega-CD puis porté en 1995 sur 32X, Jaguar, Mega Drive et Windows et en 2001 sur Game Boy Advance. Le jeu a été développé par Activision et Imagitec Design puis édité par Activision, Atari et Majesco Sales.
Pitfall: The Mayan Adventure est l'une des suites du jeu Pitfall! sorti en 1982.

## Accueil
- Jeuxvideo.com : 12/20 (GBA)[1]